# Víctor Guzmán (ur. 1995)
Víctor Alfonso „Pocho” Guzmán Guzmán (ur. 3 lutego 1995 w Guadalajarze) – meksykański piłkarz występujący na pozycji środkowego lub ofensywnego pomocnika, reprezentant Meksyku, od 2023 roku zawodnik Guadalajary.

## Kariera klubowa
Guzmán pochodzi z miasta Guadalajara i treningi piłkarskie rozpoczynał jako sześciolatek w zespole ze swojej dzielnicy, noszącym nazwę Atlas 2000 i będącym ekipą satelicką akademii juniorskiej drużyny Club Atlas. Niebawem przeniósł się do właściwej szkółki Atlasu, gdzie po kilku latach zrezygnowano z jego usług ze względu na niezadowalające warunki fizyczne. W wieku siedemnastu lat dołączył do innego klubu ze swojej miejscowości – Chivas de Guadalajara, gdzie za sprawą występów w ligach młodzieżowych zyskał miano jednego z najbardziej utalentowanych pomocników w kraju. Jeszcze zanim został włączony do pierwszej drużyny, udał się na wypożyczenie do ekipy CF Pachuca, gdzie pierwszy mecz rozegrał w lipcu 2015 z drugoligowym Atlante (1:1) w krajowym pucharze (Copa MX), zaś w Liga MX zadebiutował 11 sierpnia tego samego roku w przegranym 3:4 spotkaniu z Monterrey. Premierowego gola w najwyższej klasie rozgrywkowej strzelił natomiast 23 stycznia 2016 w wygranej 4:1 konfrontacji z Américą.
Dopiero po upływie pół roku Guzmán zaczął notować regularniejsze występy w barwach Pachuki, głównie jednak w roli rezerwowego dla graczy takich jak Jorge Hernández, Erick Gutiérrez czy Rubén Botta. W wiosennym sezonie Clausura 2016 wywalczył z drużyną prowadzoną przez szkoleniowca Diego Alonso tytuł mistrza Meksyku, a sam został bohaterem swojego zespołu – po wejściu z ławki w doliczonym czasie finałowego meczu z Monterrey (1:1) zdobył bramkę dającą mistrzostwo Pachuce. Bezpośrednio po tym jego wypożyczenie z Chivas zostało przedłużone o kolejny rok. Dwa miesiące później zajął z Pachucą drugie miejsce w superpucharze Meksyku – Campeón de Campeones.
W styczniu 2020 został zawieszony na osiem miesięcy po wykryciu w jego organizmie niedozwolonej substancji na kontroli antydopingowej.

## Kariera reprezentacyjna
W styczniu 2015 Guzmán został powołany przez Sergio Almaguera do reprezentacji Meksyku U-20 na Mistrzostwa Ameryki Północnej U-20. Na jamajskich boiskach pełnił rolę podstawowego gracza kadry, rozgrywając pięć z sześciu możliwych spotkań (wszystkie w wyjściowym składzie) i wpisał się na listę strzelców w konfrontacji fazy grupowej z Hondurasem (3:0), zaś jego drużyna okazała się triumfatorem turnieju, pokonując w finale po serii rzutów karnych Panamę (1:1, 4:2 k). Cztery miesiące później znalazł się w składzie na Mistrzostwa Świata U-20 w Nowej Zelandii – tam również miał niepodważalne miejsce w pierwszej jedenastce i wystąpił we wszystkich trzech meczach w pełnym wymiarze czasowym, współtworząc środek pola z Erickiem Gutierrezem. Meksykanie odpadli wówczas z młodzieżowego mundialu już w fazie grupowej.
W październiku 2015 Guzmán, w barwach reprezentacji Meksyku U-23 prowadzonej przez Raúla Gutiérreza, wziął udział w północnoamerykańskim turnieju kwalifikacyjnym do Igrzysk Olimpijskich, podczas którego jako kluczowy gracz środka pola rozegrał wszystkie pięć spotkań od pierwszej do ostatniej minuty. Zdobył również bramkę w meczu finałowym z Hondurasem (2:0), po którym meksykańska drużyna zwyciężyła w tej imprezie, natomiast on sam znalazł się w ogłoszonej przez CONCACAF najlepszej jedenastce rozgrywek. W lipcu 2016 został natomiast powołany na Igrzyska Olimpijskie w Rio de Janeiro – tam pełnił jednak rolę alternatywnego gracza i wystąpił w jednym z trzech meczów (jako rezerwowy), a broniąca złotego medalu meksykańska drużyna odpadła z męskiego turnieju piłkarskiego w fazie grupowej.

## Statystyki kariery
| Pachuca | 2015–2016 | Meksyk | Liga MX | 21 | 2 | 13 | 2 | —   | — | — | 34 | 4 |
| Pachuca | 2016–2017 | Meksyk | Liga MX | 0  | 0 | —  | — | LMC | 0 | 0 | 0  | 0 |
| Ogółem  | Ogółem    | Ogółem | Ogółem  | 21 | 2 | 13 | 2 | LMC | 0 | 0 | 34 | 4 |

- LMC – Liga Mistrzów CONCACAF